# Paraperopyrrhicia
Paraperopyrrhicia is een geslacht van rechtvleugeligen uit de familie sabelsprinkhanen (Tettigoniidae). De wetenschappelijke naam van dit geslacht is voor het eerst geldig gepubliceerd in 1915 door Ebner.

## Soorten
Het geslacht Paraperopyrrhicia  is monotypisch en omvat slechts de volgende soort:
- Paraperopyrrhicia papua (Ebner, 1915)